# Léto bubnů
Léto bubnů (1972, Summer of the Drums) je dobrodružný román amerického spisovatele Theodora V. Olsena. Jde o western odehrávající se v první polovině 19. století, který líčí přátelství indiánského chlapce a syna farmáře na pozadí válečného konfliktu mezi bělochy a indiány kmene Sauků.

## Obsah románu

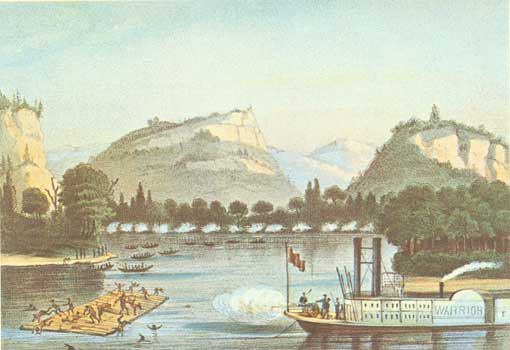
Bitva u Bad Axe River

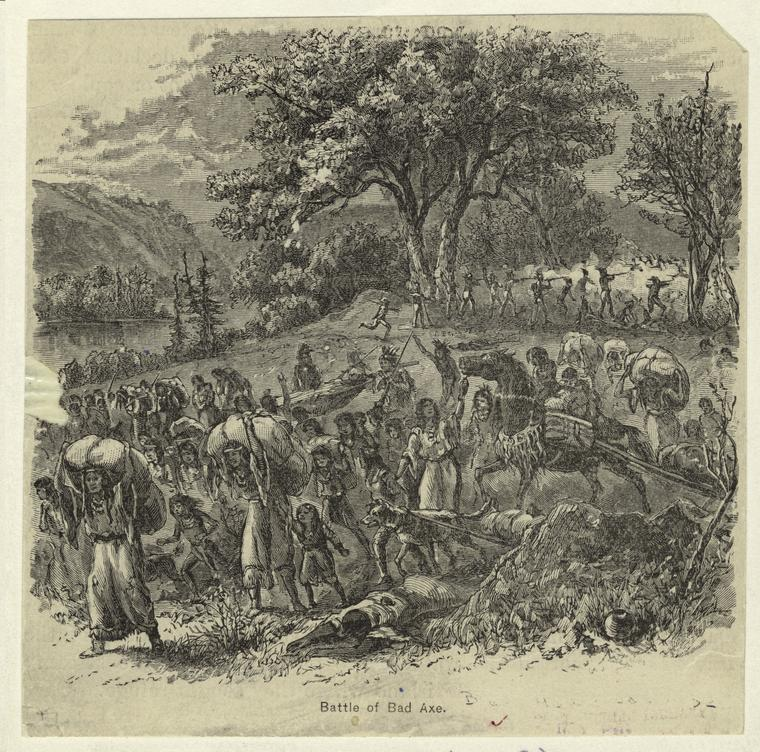
Prchající indiánské ženy a děti u Bad Axe River

Román vychází ze skutečné historické události z roku 1832, která se nazývá Válka Černého jestřába. Šlo v podstatě o klasickou vražednou pomstu zoufalých indiánů vyhnaných z půdy bílými osadníky. Kmen Sauků, vedený náčelníkem Černým jestřábem, byl vykázán ze svého domova mezi Mississippi a Michiganským jezerem, ale po bezvýsledném putování se přes zákaz vrátil zpět. Napětí mezi osadníky a indiány vyvrcholilo zabitím dvou indiánských vyjednavačů, což mělo za následek vraždění bílých přistěhovalců ze strany Černého jestřába.
Tak se také stalo, že Saukové přepadli osamělou farmu, na které žije se svými rodiči a sourozenci patnáctiletý chlapec Kevin Trask. Podaří se jim sice Indiány odrazit, ale Kevinův bratr Ben je těžce zraněn. Pak Kevin nalezne zraněného mladého Indiána, vnuka Černého jestřába jménem Tomah. Kevin se k němu neodkáže chovat jako k nepříteli a pokouší se vyléčit jeho zranění, a to i ve chvíli, kdy Ben svému zranění podlehne.
Trackova rodina se na farmě necítí v bezpečí a hodlá odjet do městečka Prairie du Chin, které je pod vedením Zachary Taylora centrem odporu proti Indiánůmi. Protože se Tomahovo zranění zhorší, přenese jej Kevin na farmu, Trackova rodina se Tomaha ujme a vezme ho sebou do Prairie du Chin. Spletitý vztah Kevina a Tomaha pak tvoří hlavní dějovou linii knihy. Nejprve k sobě cítí nechuť a nepřátelství, ale nakonec se stanou přáteli na život a na smrt a pokrevními bratry. Kevin zjistí, že Indiáni nejsou jen krvežízniví divoši, a Tomah pochopí, že všichni běloši nejsou jen bezohlední vetřelci (tomu jej ostatně učil i jeho dědeček slovy: "Manitou vložil dobrá srdce do hrudi některých bělochů, právě tak jako vložil zlá srdce do hrudi některých Sauků".
Válka však skončila pro indiány naprostou katastrofou. Saukové byli včetně starců, žen a dětí zmasakrováni v bitvě u ústí Tupé sekery (Bad Axe River) illinoiskou milicí, které velel generál Henry Atkinson. Z kmene zbylo jen několik desítek zajatců. Náčelník Černý jestřáb se pak vzdal.

## Česká vydání
- Léto bubnů, Albatros, Praha 1979, přeložila Naďa Klevisová.